# Liste der Baudenkmäler in Bergisch Gladbach
Die Liste der Baudenkmäler in Bergisch Gladbach enthält die denkmalgeschützten Bauwerke auf dem Gebiet der Stadt Bergisch Gladbach im Rheinisch-Bergischen Kreis in Nordrhein-Westfalen (Stand: November 2022). Diese Baudenkmäler sind in der Denkmalliste der Stadt Bergisch Gladbach eingetragen; Grundlage für die Aufnahme ist das Denkmalschutzgesetz Nordrhein-Westfalen (DSchG NRW).

## Bestehende Baudenkmäler
| Bild                                                                                        | Bezeichnung                                                                                  | Lage                                                               | Beschreibung | Bauzeit                          | Eingetragen seit | Denkmal- nummer |
| ------------------------------------------------------------------------------------------- | -------------------------------------------------------------------------------------------- | ------------------------------------------------------------------ | --- | -------------------------------- | ---------------- | --------------- |
| Wohnhaus                                                                                    | Wohnhaus                                                                                     | Stadtmitte Am Mühlenberg 24 Karte                                  | |                                  | 24.02.1982       | 1               |
| Wohnhaus                                                                                    | Wohnhaus                                                                                     | Stadtmitte Am Mühlenberg 26 Karte                                  | | 1907                             | 24.02.1982       | 2               |
| Wohnhaus/Bürogebäude links (267) Stiftung Zanders rechts (269) Altenberger Domverein        | Wohnhaus/Bürogebäude links (267) Stiftung Zanders rechts (269) Altenberger Domverein         | Stadtmitte Hauptstr. 267/269 Karte                                 | ehem. Stadtvilla Hans Zanders | 1875                             | 24.02.1982       | 3               |
| Wohnhaus Altes Pastorat in Alt Refrath                                                      | Wohnhaus Altes Pastorat in Alt Refrath                                                       | Alt Refrath Kirchfeld 18 Karte                                     | ehemalige Pastorat, Fachwerkhaus |                                  | 24.02.1989       | 4               |
| Wohnhaus                                                                                    | Wohnhaus                                                                                     | Hebborn Unterhebborn 3–4 Karte                                     | Ortslage Unterhebborn | 1546                             | 24.02.1982       | 5               |
| frühere Asselborner Mühle, heute Wohnhaus                                                   | frühere Asselborner Mühle, heute Wohnhaus                                                    | Herkenrath Asselborner Weg 11, 11a Karte                           | Wohnhaus, Gaststätte | 19. Jhd.                         | 24.02.1982       | 6               |
| Wohnhaus                                                                                    | Wohnhaus                                                                                     | Alt Refrath Stachelsgut 38 Karte                                   | Ortslage Stachelsgut | Mitte 19. Jahrhundert            | 24.02.1982       | 7               |
| weitere Bilder                                                                              | Malteserkomturei                                                                             | Herrenstrunden Herrenstrunden 23 Karte                             | Hotel, Restaurant | 2. Hälfte 17. Jhd.               | 24.02.1982       | 8               |
| weitere Bilder                                                                              | Kath. Pfarrkirche St. Nikolaus                                                               | Bensberg Nikolausstr. 9 Karte                                      | Glaubenshaus | 1877                             | 24.02.1982       | 9               |
| Wegekreuz vor dem Haus                                                                      | Wegekreuz vor dem Haus                                                                       | Stadtmitte Hauptstr. 315 Karte                                     | | Ende 18. Jhd.                    | 24.02.1982       | 10              |
| ehemaliges Wegekreuz Rommerscheider Höhe, heute Altarkreuz Rommerscheid                     | ehemaliges Wegekreuz Rommerscheider Höhe, heute Altarkreuz Rommerscheid                      | Rommerscheid Katholische Kirche Rommerscheid Karte                 | | Korpus 17./18. Jhd.              | 24.02.1982       | 11              |
| WeyerburgVilla nebst Parkanlage                                                             | Weyerburg Villa nebst Parkanlage                                                             | Bensberg Overather Str. 8 Karte                                    | | Mitte 19. Jhd.                   | 17.05.1982       | 12              |
| Wohnhaus                                                                                    | Wohnhaus                                                                                     | Bensberg Jan-Wellem-Str. 12 Karte                                  | | 18. Jhd.                         | 23.06.1982       | 13              |
| Wohnhaus                                                                                    | Wohnhaus                                                                                     | Bensberg Milchborntalweg 43 Karte                                  | | 1. Hälfte 18. Jhd.               | 23.06.1982       | 14              |
| Wohnhaus                                                                                    | Wohnhaus                                                                                     | Bensberg Burggraben 35 Karte                                       | | Anfang 18. Jhd.                  | 23.06.1982       | 15              |
| Wohnhaus                                                                                    | Wohnhaus                                                                                     | Kaule Kaule 50 Karte                                               | | 18. Jhd.                         | 23.06.1982       | 16              |
| weitere Bilder                                                                              | St. Antonius Abbas (Herkenrath)                                                              | Herkenrath Im Fronhof 26 Karte                                     | Glaubenshaus |                                  | 23.06.1982       | 17              |
| weitere Bilder                                                                              | Rathaus (Bergisch Gladbach)                                                                  | Stadtmitte Konrad-Adenauer-Platz 1 Karte                           | Rathaus | 1905/1906                        | 23.06.1982       | 18              |
| weitere Bilder                                                                              | Altes Schloss Bensberg                                                                       | Bensberg Wilhelm-Wagener-Platz 1 Karte                             | Rathaus | 1964–1969                        | 23.06.1982       | 19              |
| weitere Bilder                                                                              | Städt. Galerie Villa Zanders                                                                 | Stadtmitte Konrad-Adenauer-Platz Karte                             | Galerie | 19. Jhd.                         | 23.06.1982       | 20              |
| Bergisches Museum für Bergbau, Handwerk und Gewerbe Hauptgebäude                            | Bergisches Museum für Bergbau, Handwerk und Gewerbe Hauptgebäude                             | Bensberg Burggraben 17–19 Karte                                    | Museum | 15. Jhd.                         | 24.06.1982       | 21              |
| FachwerkhausBergisches Museum für Bergbau, Handwerk und Gewerbe Schulklasse und Bandweberei | Fachwerkhaus Bergisches Museum für Bergbau, Handwerk und Gewerbe Schulklasse und Bandweberei | Bensberg Burggraben 9–13 Karte                                     | Museum | 17. Jhd.                         | 24.06.1982       | 22              |
| ehem. Marktbrunnen Bergisch Gladbach                                                        | ehem. Marktbrunnen Bergisch Gladbach                                                         | Stadtmitte Fußgängerzone vor Villa Zanders Karte                   | | 1901                             | 24.06.1982       | 23              |
| Wohnhaus/Betriebsgebäude                                                                    | Wohnhaus/Betriebsgebäude                                                                     | Schildgen Altenberger-Dom-Str. 275 Karte                           | | 1. Hälfte 19. Jhd.               | 15.07.1982       | 24              |
| HoverhofFachwerkhaus                                                                        | Hoverhof Fachwerkhaus                                                                        | Schildgen Hoverhof 2 Karte                                         | | 1880                             | 15.07.1982       | 25              |
| weitere Bilder                                                                              | Katholische Pfarrkirche St. Clemens                                                          | Paffrath Kempener Straße 4 Karte                                   | Glaubenshaus | 12. Jhd.                         | 15.07.1982       | 26              |
| weitere Bilder                                                                              | Evangelische Gnadenkirche                                                                    | Stadtmitte Hauptstraße 256 Karte                                   | Glaubenshaus | 1775/76                          | 07.10.1982       | 27              |
| Fachwerkhaus teilweise verschiefertGut Aufm Graben                                          | Fachwerkhaus teilweise verschiefert Gut Aufm Graben                                          | Bensberg Burggraben 37 Karte                                       | | frühes 19. Jhd.                  | 07.10.1982       | 28              |
| weitere Bilder                                                                              | St. Johann Baptist (Herrenstrunden)                                                          | Herrenstrunden Herrenstrunden 32 Karte                             | Glaubenshaus | 14. Jhd.                         | 07.10.1982       | 29              |
| Fachwerkensemble Buchmühle                                                                  | Fachwerkensemble Buchmühle                                                                   | Stadtmitte Buchmühlenstr. 17 Karte                                 | Büro, Restaurant, Veranstaltungsstätte |                                  | 07.10.1982       | 30              |
| Französischer KirchhofGedenkkreuz auf dem franz. Friedhof                                   | Französischer Kirchhof Gedenkkreuz auf dem franz. Friedhof                                   | Bensberg In der Hardt Karte                                        | Gedenkkreuz |                                  | 24.11.1982       | 31              |
| Alte Katholische Pfarrkirche Refrath                                                        | Alte Katholische Pfarrkirche Refrath                                                         | Alt Refrath Alt Refrath 18 Karte                                   | Glaubenshaus |                                  | 04.01.1983       | 32              |
| Altes Pfarrhaus                                                                             | Altes Pfarrhaus                                                                              | Sand Ommerbornstr. 45a Karte                                       | Wohnhaus |                                  | 18.10.1983       | 33              |
| weitere Bilder                                                                              | Wegekreuz mit Baumanlage                                                                     | Refrath Ecke Bernard-Eyberg-Straße / vor Beningsfeld 35 Karte      | | 1765                             | 06.01.1983       | 34              |
| weitere Bilder                                                                              | Kath. Pfarrkirche St. Laurentius                                                             | Stadtmitte Konrad-Adenauer-Platz 3 Karte                           | Glaubenshaus |                                  | 21.06.1983       | 35              |
| weitere Bilder                                                                              | ehemalige Maltesermühle                                                                      | Herrenstrunden Malteserweg 1 Karte                                 | |                                  | 21.06.1983       | 36              |
| Haus Steinbreche                                                                            | Haus Steinbreche                                                                             | Alt Refrath Dolmanstr. 17 Karte                                    | |                                  | 17.08.1983       | 38              |
| Fachwerkgebäude                                                                             | Fachwerkgebäude                                                                              | Bensberg Fischbachstraße 3 (ehemals Burggraben 4/6) Karte          | Hotel |                                  | 17.08.1983       | 39              |
| erhaltener Teil des Bürgerhauses Bergischer Löwe                                            | erhaltener Teil des Bürgerhauses Bergischer Löwe                                             | Stadtmitte Hauptstraße 202, 204, 206 / Konrad-Adenauer-Platz Karte | |                                  | 17.08.1983       | 40              |
| Wohnhaus                                                                                    | Wohnhaus                                                                                     | Heidkamp Bensberger Str. 188 Karte                                 | |                                  | 17.08.1983       | 41              |
| weitere Bilder                                                                              | Burg Zweiffel                                                                                | Herrenstrunden Herrenstrunden 1 Karte                              | |                                  | 17.08.1983       | 42              |
| Wegekreuz                                                                                   | Wegekreuz                                                                                    | Herkenrath Kierdorf, bei Nr. 23 Karte                              | |                                  | 17.08.1983       | 43              |
| Wegekreuz                                                                                   | Wegekreuz                                                                                    | Hebborn Odenthaler Str. 261 Karte                                  | |                                  | 17.08.1983       | 44              |
| Wohnhaus                                                                                    | Wohnhaus                                                                                     | Stadtmitte Richard-Zanders-Str. 47 Karte                           | |                                  | 17.08.1983       | 45              |
| Paffrather Mühle                                                                            | Paffrather Mühle                                                                             | Paffrath Paffrather Mühle 1 Karte                                  | |                                  | 17.08.1983       | 46              |
| Hochkreuz auf dem Friedhof St. Laurentius                                                   | Hochkreuz auf dem Friedhof St. Laurentius                                                    | Stadtmitte Dr.-Robert-Koch-Straße Karte                            | |                                  | 18.10.1983       | 47              |
| Wegekreuz                                                                                   | Wegekreuz                                                                                    | Herkenrath Ball 15/17 Karte                                        | |                                  | 18.10.1983       | 48              |
| Wegekreuz                                                                                   | Wegekreuz                                                                                    | Kaule vor dem Haus Kaule 55 Karte                                  | |                                  | 18.10.1983       | 49              |
| Fachwerkgebäude                                                                             | Fachwerkgebäude                                                                              | Bensberg Fischbachstr. 3 Karte                                     | Heute Rezeption des Hotels Malerwinkel | Erste urkundliche Erwähnung 1780 | 18.10.1983       | 50              |
| Wohnhaus                                                                                    | Wohnhaus                                                                                     | Stadtmitte Richard-Zanders-Str. 29 Karte                           | |                                  | 18.10.1983       | 51              |
| Gasthaus PaasGaststättengebäude mit Holzkreuz                                               | Gasthaus Paas Gaststättengebäude mit Holzkreuz                                               | Stadtmitte Maria-Zanders-Anlage 1 Karte                            | |                                  | 18.10.1983       | 52              |
| weitere Bilder                                                                              | Fachwerkgebäudekomplex, Papiermuseum Alte Dombach                                            | Sand Alte Dombach Karte                                            | Museum | 1614                             | 18.10.1983       | 53              |
| WohnhausHebborner Hof                                                                       | Wohnhaus Hebborner Hof                                                                       | Hebborn Hebborner Hof 1 Karte                                      | |                                  | 18.10.1983       | 54              |
| Empfangsgebäude des ehemaligen Bahnhofs in Gronau                                           | Empfangsgebäude des ehemaligen Bahnhofs in Gronau                                            | Stadtmitte Gronauer Mühlenweg 2b Karte                             | Schule, Fachhochschule |                                  | 18.10.1983       | 55              |
| Bruchsteingebäude Neues Herwegshaus                                                         | Bruchsteingebäude Neues Herwegshaus                                                          | Bensberg Burggraben 1 Karte                                        | |                                  | 04.01.1984       | 56              |
| FachwerkgebäudeIm Kaffeehaus                                                                | Fachwerkgebäude Im Kaffeehaus                                                                | Bensberg Burggraben 8 Karte                                        | |                                  | 04.01.1984       | 57              |
| Wegekreuz                                                                                   | Wegekreuz                                                                                    | Herrenstrunden Unterhombach Karte                                  | |                                  | 04.01.1984       | 58              |
| Fachwerkgebäude                                                                             | Fachwerkgebäude                                                                              | Kaule Kaule 44/44a Karte                                           | |                                  | 04.01.1984       | 59              |
| weitere Bilder                                                                              | Kriegerdenkmal Bensberg                                                                      | Bensberg Kadettenstraße Karte                                      | |                                  | 27.03.1984       | 60              |
| Wegekreuz auf dem Grundstück                                                                | Wegekreuz auf dem Grundstück                                                                 | Herkenrath Im Fronhof 20 Karte                                     | |                                  | 27.03.1984       | 61              |
| Fachwerkgebäude                                                                             | Fachwerkgebäude                                                                              | Herkenrath Im Fronhof 21 Karte                                     | Gaststätte |                                  | 27.03.1984       | 62              |
| Driescher Kreuz Wegekreuz                                                                   | Driescher Kreuz Wegekreuz                                                                    | Stadtmitte Ecke Hauptstraße / Kalkstraße Karte                     | | 1799                             | 27.03.1983       | 63              |
| Wegekreuz                                                                                   | Wegekreuz                                                                                    | Hebborn Hebborner Straße / Am Steinernen Kreuz Karte               | |                                  | 11.12.1984       | 65              |
| Wegekreuz                                                                                   | Wegekreuz                                                                                    | Sand Kaltenbroich Karte                                            | |                                  | 24.01.1985       | 66              |
| weitere Bilder                                                                              | Wegekreuz                                                                                    | Lustheide 44 Karte                                                 | | 1897                             | 24.01.1985       | 67              |
| ehem. Pfarrhaus Herkenrath                                                                  | ehem. Pfarrhaus Herkenrath                                                                   | Herkenrath Im Fronhof 30 Karte                                     | |                                  | 30.01.1985       | 68              |
| Fachwerkgebäude Rommerscheider Hof                                                          | Fachwerkgebäude Rommerscheider Hof                                                           | Rommerscheid Rommerscheider Str. 153d Karte                        | |                                  | 25.01.1985       | 69              |
| weitere Bilder                                                                              | Fachwerkgebäude                                                                              | Rommerscheid Rommerscheider Höhe 60, 62 Karte                      | |                                  | 28.01.1985       | 70              |
| weitere Bilder                                                                              | Kardinal-Schulte-Haus                                                                        | Bockenberg Overather Str. 53, 55 Karte                             | Tagungshaus |                                  | 05.02.1985       | 71              |
| weitere Bilder                                                                              | Haus Blegge                                                                                  | Paffrath Paffrather Str. 265 Karte                                 | Reha-Klinik für Suchtkranke |                                  | 14.03.1985       | 72              |
| Wegekreuz                                                                                   | Wegekreuz                                                                                    | Stadtmitte Gronauer Mühlenweg Karte                                | | 1875                             | 14.03.1985       | 74              |
| Fachwerkgebäude                                                                             | Fachwerkgebäude                                                                              | Halfen Dombach im Stadtteil Sand Dombach 1 Karte                   | |                                  | 27.03.1985       | 75              |
| BruchsteingebäudeRittergut Dombach                                                          | Bruchsteingebäude Rittergut Dombach                                                          | Halfen Dombach im Stadtteil Sand Dombach 2 Karte                   | Genannt „die Burg“, soll restauriert werden |                                  | 27.03.1985       | 76              |
| HardtknippenFachwerkgebäude                                                                 | Hardtknippen Fachwerkgebäude                                                                 | Herkenrath Hardtknippen 1 Karte                                    | |                                  | 27.03.1985       | 77              |
| weitere Bilder                                                                              | Schloss Lerbach                                                                              | Heidkamp Haus Lerbach 1 Karte                                      | Hotel, Restaurant |                                  | 07.01.1987       | 78              |
| Wegekreuz                                                                                   | Wegekreuz                                                                                    | Heidkamp Lerbacher Weg Karte                                       | |                                  | 27.03.1985       | 79              |
| Fachwerkgebäude (ehem. Oberlerbacher Mühle)                                                 | Fachwerkgebäude (ehem. Oberlerbacher Mühle)                                                  | Sand Oberlerbach 1 Karte                                           | | 1804 und später                  | 27.03.1985       | 80              |
| Fachwerkhof                                                                                 | Fachwerkhof                                                                                  | Sand Oberlerbach 2 Karte                                           | |                                  | 27.03.1985       | 81              |
| Fachwerkgebäude                                                                             | Fachwerkgebäude                                                                              | Sand Ommerbornstr. 41a Karte                                       | |                                  | 27.03.1985       | 82              |
| Forsthaus Steinhaus                                                                         | Forsthaus Steinhaus                                                                          | Bockenberg Steinhaus 1 Karte                                       | |                                  | 22.04.1985       | 84              |
| Wegekreuz                                                                                   | Wegekreuz                                                                                    | Herkenrath Im Fronhof, zw. 12 und 14 Karte                         | |                                  | 25.04.1985       | 85              |
| Wegekreuz                                                                                   | Wegekreuz                                                                                    | Herkenrath Straßen 80 Karte                                        | |                                  | 25.04.1985       | 86              |
| Wohnhaus von 1769 mit Viehseuchenkreuz von 1797 Gut aufm Pütz                               | Wohnhaus von 1769 mit Viehseuchenkreuz von 1797 Gut aufm Pütz                                | Bensberg Gartenstr. 31 Karte                                       | | 1769                             | 25.04.1985       | 87              |
| Wohngebäude                                                                                 | Wohngebäude                                                                                  | Heidkamp Gronauer Waldweg 28 Karte                                 | |                                  | 08.05.1985       | 88              |
| Fachwerkgebäude                                                                             | Fachwerkgebäude                                                                              | Herkenrath Im Fronhof 20 Karte                                     | |                                  | 08.05.1985       | 89              |
| Fachwerkgebäude                                                                             | Fachwerkgebäude                                                                              | Schildgen Unterscheider Weg 53/55 Karte                            | |                                  | 09.05.1985       | 92              |
| Kaiserlicher Kirchhofösterreichischer Friedhof und Ehrenmal                                 | Kaiserlicher Kirchhof österreichischer Friedhof und Ehrenmal                                 | Bensberg In der Hardt Karte                                        | |                                  | 31.05.1985       | 93              |
| Wegekreuz                                                                                   | Wegekreuz                                                                                    | Herkenrath Bärbroicher Straße, gegenüber Nr. 8/10 Karte            | |                                  | 31.05.1985       | 94              |
| Wegekreuz                                                                                   | Wegekreuz                                                                                    | Bärbroich Broich 2 Karte                                           | |                                  | 31.05.1985       | 95              |
| weitere Bilder                                                                              | Wegekreuz                                                                                    | Refrath Vürfels 76 Karte                                           | | 19. Jahrhundert                  | 31.05.1985       | 96              |
| Wegekreuz                                                                                   | Wegekreuz                                                                                    | Moitzfeld Moitzfeld 46 Karte                                       | |                                  | 31.05.1985       | 97              |
| weitere Bilder                                                                              | St. Severin (Sand) Kath. Pfarrkirche St. Severin                                             | Sand Ommerbornstraße Karte                                         | Glaubenshaus |                                  | 31.05.1985       | 98              |
| weitere Bilder                                                                              | Rochuskapelle Sand                                                                           | Sand Herkenrather Straße Karte                                     | Glaubenshaus |                                  | 31.05.1985       | 99              |
| ehem. Friedhof Alter Kirchhof Sand                                                          | ehem. Friedhof Alter Kirchhof Sand                                                           | Sand Ommerbornstraße Karte                                         | |                                  | 31.05.1985       | 100             |
| BüchelterhofFachwerkgebäude                                                                 | Büchelterhof Fachwerkgebäude                                                                 | Asselborn Am Büchelter Hof 1 Karte                                 | |                                  | 31.05.1985       | 101             |
| Gierather Mühle                                                                             | Gierather Mühle                                                                              | Gronau Gierather Mühlenweg 14/16 Karte                             | |                                  | 31.05.1985       | 102             |
| Am WaatsackGaststättengebäude                                                               | Am Waatsack Gaststättengebäude                                                               | Stadtmitte Hauptstr. 273 Karte                                     | Historische Gaststätte |                                  | 31.05.1985       | 103             |
| FachwerkgebäudeTeil des Kesselshofs                                                         | Fachwerkgebäude Teil des Kesselshofs                                                         | Bensberg Burggraben 25 Karte                                       | |                                  | 15.10.1985       | 104             |
| Fachwerkgebäude                                                                             | Fachwerkgebäude                                                                              | Bensberg Burggraben 25a Karte                                      | |                                  | 16.10.1985       | 105             |
| Fachwerkgebäude                                                                             | Fachwerkgebäude                                                                              | Herrenstrunden Oberhombach 1 Karte                                 | |                                  | 16.10.1985       | 106             |
| Fachwerkgebäude                                                                             | Fachwerkgebäude                                                                              | Herrenstrunden Oberhombach 5 Karte                                 | |                                  | 16.10.1985       | 107             |
| Fachwerkgebäude                                                                             | Fachwerkgebäude                                                                              | Stadtmitte Rommerscheider Höhe 60b/c Karte                         | |                                  | 16.10.1985       | 108             |
| weitere Bilder                                                                              | Hofanlage Gut Schiff                                                                         | Herrenstrunden Schiff 1–5 Karte                                    | |                                  | 22.10.1985       | 109             |
| Wegekreuz                                                                                   | Wegekreuz                                                                                    | Bärbroich Vor Am Branderhof 1b Karte                               | |                                  | 31.01.1986       | 110             |
| 7 Fußfälle                                                                                  | 7 Fußfälle                                                                                   | Herkenrath Kath. Pfarrkirche St. Antonius Abbas Karte              | |                                  | 31.01.1986       | 111             |
| 12 Grabkreuze                                                                               | 12 Grabkreuze                                                                                | Herkenrath Kath. Pfarrkirche St. Antonius Abbas Karte              | |                                  | 31.01.1986       | 112             |
| Kauler HofGaststättengebäude                                                                | Kauler Hof Gaststättengebäude                                                                | Kaule Kaule 55 Karte                                               | |                                  | 31.01.1986       | 113             |
| Fachwerkgebäude Gartensiedlung Gronauerwald                                                 | Fachwerkgebäude Gartensiedlung Gronauerwald                                                  | Heidkamp An der Eiche 1 Karte                                      | |                                  | 31.01.1986       | 114             |
| Fachwerkgebäude Gartensiedlung Gronauerwald                                                 | Fachwerkgebäude Gartensiedlung Gronauerwald                                                  | Heidkamp An der Eiche 2 Karte                                      | auf dem Foto linke Seite |                                  | 31.01.1986       | 115             |
| Fachwerkgebäude Gartensiedlung Gronauerwald                                                 | Fachwerkgebäude Gartensiedlung Gronauerwald                                                  | Heidkamp An der Eiche 3 Karte                                      | auf dem Foto rechte Seite |                                  | 31.01.1986       | 116             |
| Fachwerkgebäude Gartensiedlung Gronauerwald                                                 | Fachwerkgebäude Gartensiedlung Gronauerwald                                                  | Heidkamp An der Eiche 4 Karte                                      | auf dem Foto linke Seite |                                  | 31.01.1986       | 117             |
| Fachwerkgebäude Gartensiedlung Gronauerwald                                                 | Fachwerkgebäude Gartensiedlung Gronauerwald                                                  | Heidkamp An der Eiche 5 Karte                                      | auf dem Foto rechte Seite |                                  | 31.01.1986       | 118             |
| Fachwerkgebäude Gartensiedlung Gronauerwald                                                 | Fachwerkgebäude Gartensiedlung Gronauerwald                                                  | Heidkamp An der Eiche 6 Karte                                      | auf dem Foto linke Seite |                                  | 31.01.1986       | 119             |
| Fachwerkgebäude Gartensiedlung Gronauerwald                                                 | Fachwerkgebäude Gartensiedlung Gronauerwald                                                  | Heidkamp An der Eiche 7 Karte                                      | auf dem Foto rechte Seite |                                  | 31.01.1986       | 120             |
| Fachwerkgebäude                                                                             | Fachwerkgebäude                                                                              | Stadtmitte Am Broich 19 Karte                                      | |                                  | 18.03.1986       | 121             |
| Deutsches HausWohngebäude                                                                   | Deutsches Haus Wohngebäude                                                                   | Stadtmitte Hauptstr. 17 Karte                                      | |                                  | 19.03.1986       | 122             |
| Fachwerkgebäude                                                                             | Fachwerkgebäude                                                                              | Stadtmitte Hammermühle 3–5 Karte                                   | |                                  | 18.03.1986       | 123             |
| Fachwerkgebäude                                                                             | Fachwerkgebäude                                                                              | Stadtmitte Hammermühle 2 Karte                                     | |                                  | 18.03.1986       | 124             |
| Fachwerkhof                                                                                 | Fachwerkhof                                                                                  | Herrenstrunden Büchel 18 Karte                                     | |                                  | 07.07.1986       | 126             |
| Fachwerkgebäude                                                                             | Fachwerkgebäude                                                                              | Kaule Uhlweg 2 Karte                                               | |                                  | 05.08.1986       | 127             |
| Fachwerkgebäude                                                                             | Fachwerkgebäude                                                                              | Kaule Uhlweg 4 Karte                                               | |                                  | 05.08.1986       | 128             |
| Katholische Kirche Hl. Drei Könige                                                          | Katholische Kirche Hl. Drei Könige                                                           | Hebborn Odenthaler Straße Karte                                    | Glaubenshaus |                                  | 27.11.1986       | 130             |
| Verschiefertes Fachwerkgebäude                                                              | Verschiefertes Fachwerkgebäude                                                               | Stadtmitte Hauptstr. 133 Karte                                     | |                                  | 27.11.1986       | 131             |
| Gasthaus Am BockGaststättengebäude Am Bock                                                  | Gasthaus Am Bock Gaststättengebäude Am Bock                                                  | Stadtmitte Konrad-Adenauer-Platz 2 Karte                           | Hotel, Restaurant |                                  | 27.11.1986       | 132             |
| weitere Bilder                                                                              | Kalköfen Cox ehemalige Kalkofenanlage                                                        | Stadtmitte Paffrather Straße / J-W-Lindlar-Str. Karte              | | 1858                             | 07.01.1987       | 133             |
| Fachwerkgebäude                                                                             | Fachwerkgebäude                                                                              | Sand Ommerbornstr. 64 Karte                                        | |                                  | 11.02.1987       | 134             |
| Haus Offermann                                                                              | Haus Offermann                                                                               | Bensberg Hundsiefen 5 Karte                                        | | 1920                             | 11.02.1987       | 135             |
| weitere Bilder                                                                              | Neues Schloss Bensberg Erweiterung der Eintragung; Übernahme des Denkmals Kr. 83             | Bensberg Kadettenstraße / Schloßstraße Karte                       | Hotel, Restaurant | 1703                             | 30.06.1988       | 136             |
| Gaststättengebäude                                                                          | Gaststättengebäude                                                                           | Stadtmitte Hauptstr. 316 Karte                                     | |                                  | 03.10.1988       | 137             |
| Freibad HerrenstrundenEingangsgebäude u. anschl. eingeschossige Trakte                      | Freibad Herrenstrunden Eingangsgebäude u. anschl. eingeschossige Trakte                      | Herrenstrunden Kürtener Str. 339 Karte                             | heute Biergarten und Event-Location | 1930er Jahre                     | 02.12.1988       | 138             |
| Wegekreuz                                                                                   | Wegekreuz                                                                                    | Herrenstrunden Gut Schiff Karte                                    | | 1760                             | 06.12.1988       | 139             |
| Villengebäude                                                                               | Villengebäude                                                                                | Frankenforst Eichenhainallee 24 Karte                              | |                                  | 24.11.1989       | 140             |
| (Doppel-)Wohnhaus                                                                           | (Doppel-)Wohnhaus                                                                            | Frankenforst Waldgürtel 5 Karte                                    | |                                  | 24.11.1989       | 141             |
| (Doppel-)Wohnhaus                                                                           | (Doppel-)Wohnhaus                                                                            | Frankenforst Waldgürtel 7 Karte                                    | |                                  | 24.11.1989       | 142             |
| Wohnhaus                                                                                    | Wohnhaus                                                                                     | Stadtmitte Bensberger Str. 66 Karte                                | Das sogenannte Fritz Westphal-Haus wurde erbaut von Friedrich Westphal |                                  | 24.11.1989       | 143             |
| Wohnhaus                                                                                    | Wohnhaus                                                                                     | Frankenforst Eichenhainallee 57 Karte                              | |                                  | 15.05.1990       | 144             |
| VillengebäudeHaus Eichengrund                                                               | Villengebäude Haus Eichengrund                                                               | Frankenforst Parkstr. 18 Karte                                     | | 1910                             | 15.05.1990       | 145             |
| Villengebäude                                                                               | Villengebäude                                                                                | Frankenforst Parkstr. 6 Karte                                      | |                                  | 15.05.1990       | 146             |
| ehem. evgl. Friedhof unweit der evgl. Gnadenkirche                                          | ehem. evgl. Friedhof unweit der evgl. Gnadenkirche                                           | Stadtmitte Hauptstraße (neben ev. Gnadenkirche) Karte              | Gedenkstätte |                                  | 06.11.1990       | 147             |
| Fachwerkgebäude                                                                             | Fachwerkgebäude                                                                              | Paffrath Handstraße 270, 272 Karte                                 | |                                  | 20.02.1991       | 148             |
| Kalkofenanlage Steinbruch Zillertal                                                         | Kalkofenanlage Steinbruch Zillertal                                                          | Stadtmitte Hauptstr. 292a Karte                                    | |                                  | 20.02.1991       | 149             |
| Villengebäude                                                                               | Villengebäude                                                                                | Frankenforst Kastanienallee 9 Karte                                | |                                  | 30.07.1991       | 150             |
| Villengebäude                                                                               | Villengebäude                                                                                | Bensberg Kardinal-Schulte-Str. 26 Karte                            | |                                  | 08.08.1991       | 151             |
| Haus Tanneneck                                                                              | Haus Tanneneck                                                                               | Frankenforst Parkstr. 40 Karte                                     | |                                  | 30.07.1991       | 152             |
| Wandbild "Lebensfreude" im Stadthaus                                                        | Wandbild "Lebensfreude" im Stadthaus                                                         | Stadtmitte An der Gohrsmühle 18 Karte                              | |                                  | 25.06.1992       | 153             |
| Wohngebäude                                                                                 | Wohngebäude                                                                                  | Frankenforst Buchenallee 9 Karte                                   | |                                  | 25.06.1993       | 154             |
| Wohnhaus                                                                                    | Wohnhaus                                                                                     | Frankenforst Eichenhainallee 29 Karte                              | |                                  | 23.06.1993       | 155             |
| Wohngebäude                                                                                 | Wohngebäude                                                                                  | Stadtmitte Paffrather Str. 42 Karte                                | |                                  | 25.06.1993       | 156             |
| Wohngebäude                                                                                 | Wohngebäude                                                                                  | Stadtmitte Am Mühlenberg 15 Karte                                  | | 1903                             | 23.06.1997       | 157             |
| Kriegerehrenmal                                                                             | Kriegerehrenmal                                                                              | Lückerath Neuborn 2 Karte                                          | | 1859                             | 25.03.1998       | 158             |
| Max-Bruch-Denkmal                                                                           | Max-Bruch-Denkmal                                                                            | Stadtmitte Ecke Höhenweg / Margaretenhöhe Karte                    | | 1935                             | 25.08.2000       | 159             |
| Rosengarten                                                                                 | Rosengarten                                                                                  | Stadtmitte Ecke Odenthaler Straße / Am Broich Karte                | | 1930er Jahre                     | 19.09.2001       | 160             |
| Wohnhaus                                                                                    | Wohnhaus                                                                                     | Herkenrath Alter Schulweg 13 Karte                                 | | 1827                             | 19.11.2001       | 161             |
| Belgische Schule Frankenforst                                                               | Belgische Schule Frankenforst                                                                | Frankenforst Taubenstraße 11/13 Karte                              | | 1950                             | 17.07.2003       | 162             |
| Wohnhaus                                                                                    | Wohnhaus                                                                                     | Stadtmitte Höhenweg 10 Karte                                       | | 1924                             | 21.02.2005       | 163             |
| MarienhofWohngebäude "Marienhof"                                                            | Marienhof Wohngebäude "Marienhof"                                                            | Gronau Am Kuhlerbusch 8, 8a, 10 Karte                              | | 1904                             | 06.12.2005       | 164             |
| Fachwerkgebäude Gut an der Linde                                                            | Fachwerkgebäude Gut an der Linde                                                             | Moitzfeld Diakonissenweg 19 Karte                                  | | 19. Jahrhundert                  | 04.06.2007       | 165             |
| weitere Bilder                                                                              | Herz-Jesu-Kirche                                                                             | Schildgen Altenberger-Dom-Straße 140 Karte                         | Glaubenshaus | 1959                             | 19.10.2007       | 166             |
| Fachwerkhaus                                                                                | Fachwerkhaus                                                                                 | Kaule Reiser 48 Karte                                              | | 19. Jahrhundert                  | 12.12.2007       | 167             |
| Wohnhaus                                                                                    | Wohnhaus                                                                                     | Heidkamp Richard-Zanders-Straße 53 Karte                           | | 1906/34                          | 25.02.2011       | 168             |
| weitere Bilder                                                                              | Kinderdorf Bethanien                                                                         | Lustheide Neufeldweg 26 Karte                                      | | 1964ff.                          | 13.05.2011       | 169             |
| Herkenrather Tor                                                                            | Herkenrather Tor                                                                             | Herrenstrunden Herrenstrunden 10 Karte                             | Durchgangstor | 17. Jahrhundert                  | 08.07.2011       | 170             |
| Wohngebäude                                                                                 | Wohngebäude                                                                                  | Stadtmitte Hauptstraße 303 Karte                                   | |                                  | 28.10.2011       | 171             |
| Stellwerk Tannenbergstraße                                                                  | Stellwerk Tannenbergstraße                                                                   | Stadtmitte Tannenbergstraße 36 Karte                               | | 1868                             | 01.04.2014       | 172             |
| Wirtschaftshof der Burg Zweiffel                                                            | Wirtschaftshof der Burg Zweiffel                                                             | Herrenstrunden Herrenstrunden 4 Karte                              | | 1660                             | 01.04.2014       | 173             |
| Zeltkirche Kippekausen                                                                      | Zeltkirche Kippekausen                                                                       | Kippekausen Am Rittersteeg 1 Karte                                 | Glaubenshaus |                                  | 10.12.2014       | 174             |
| Gedenkstein der Vertriebenen                                                                | Gedenkstein der Vertriebenen                                                                 | Stadtmitte Forumpark Karte                                         | |                                  | 16.04.2015       | 175             |
| Wohnhaus                                                                                    | Wohnhaus                                                                                     | Kaule Broicher Straße 40 Karte                                     | |                                  | 16.04.2015       | 176             |
| Ehemaliges Pfarrhaus                                                                        | Ehemaliges Pfarrhaus                                                                         | Herrenstrunden Herrenstrunden 28 Karte                             | | 1873                             | 09.06.2015       | 177             |
| Ehemalige Volksschule Heidkamp                                                              | Ehemalige Volksschule Heidkamp                                                               | Heidkamp Bensberger Straße 133 Karte                               | soziale Einrichtungen, Wohnen, Gewerbe | 1892/1924                        | 28.01.2016       | 179             |
| ehemalige Volksschule / ehemaliges Amtsgericht Bensberg                                     | ehemalige Volksschule / ehemaliges Amtsgericht Bensberg                                      | Bensberg Schloßstraße 23 Karte                                     | Bürogebäude | 1824                             | 15.12.2015       | 180             |
| Wohnhaus                                                                                    | Wohnhaus                                                                                     | Heidkamp Gronauer Waldweg 37 Karte                                 | | 1905/6                           | 02.03.2016       | 181             |
| Pfarrhaus                                                                                   | Pfarrhaus                                                                                    | Gronau Mülheimer Straße 209 Karte                                  | Pfarrhaus | 1926                             | 03.05.2016       | 182             |
| Villa Offermann                                                                             | Villa Offermann                                                                              | Bensberg Wipperfürther Straße 10–14 Karte                          | | 1714                             | 17.05.2016       | 183             |
| Fachwerkkotten Oberdreispringen                                                             | Fachwerkkotten Oberdreispringen                                                              | Bärbroich Oberdreispringen 29 Karte                                | Fachwerkkotten | ca. 1880–90                      | 28.06.2016       | 184             |
| Wohnhaus                                                                                    | Wohnhaus                                                                                     | Heidkamp An der Tent 2 Karte                                       | | 1902 / 1903                      | 29.08.2016       | 185             |
| ehem. Villa Bopp                                                                            | ehem. Villa Bopp                                                                             | Heidkamp Richard-Zanders-Str. 49 Karte                             | | 1899                             | 05.10.2016       | 186             |
| Villa Bopp                                                                                  | Villa Bopp                                                                                   | Heidkamp Talweg 3 Karte                                            | Wohnhaus (teilw. Büronutzung) | 1910                             | 05.10.2016       | 187             |
| Haus Alexi                                                                                  | Haus Alexi                                                                                   | Bensberg Eichelstr. 13–15 Karte                                    | ehemaliges Gut an der Poelen, heute Gaststätte / Bäckerei | Anfang des 18. Jahrhunderts      | 08.06.2017       | 188             |
| ehem. Beamtenwohnhaus                                                                       | ehem. Beamtenwohnhaus                                                                        | Heidkamp Bensberger Str. 92 Karte                                  | Wohnhaus | 1904                             | 17.08.2017       | 189             |
| Alter Weyerhof                                                                              | Alter Weyerhof                                                                               | Bensberg Weyerhof 5–7 Karte                                        | Wohnhaus | 16. Jahrhundert                  | 05.10.2017       | 190             |
| St. Maria Königin (Frankenforst)Kirche und Pfarrbauten St. Maria Königin                    | St. Maria Königin (Frankenforst) Kirche und Pfarrbauten St. Maria Königin                    | Frankenforst Im Hain 10 / Kiebitzstraße 22 Karte                   | Pastorale Nutzung, zuvor Denkmal Nr. A0178 (siehe unter Abgegangenen Baudenkmäler) | 1954–1959                        | 19.10.2017       | 191             |
| Landhaus Offermann                                                                          | Landhaus Offermann                                                                           | Bensberg Overather Str. 29 Karte                                   | Wohnhaus | 1927                             | 25.01.2018       | 192             |
| ehem. Mottenkopfgut                                                                         | ehem. Mottenkopfgut                                                                          | Alt Refrath Alt Refrath 13 Karte                                   | Gaststätte | 18. Jahrhundert                  | 22.02.2018       | 193             |
| ehem. evangelisches Pfarrhaus                                                               | ehem. evangelisches Pfarrhaus                                                                | Stadtmitte Quirlsberg 2 Karte                                      | Pfarrhaus | 1899                             | 20.03.2018       | 194             |
| Papierfabrik Zanders, Verwaltungsgebäude                                                    | Papierfabrik Zanders, Verwaltungsgebäude                                                     | Stadtmitte An der Gohrsmühle Karte                                 | | 1904                             | 31.07.2018       | 195             |
| Papierfabrik Zanders, Pförtnerhaus                                                          | Papierfabrik Zanders, Pförtnerhaus                                                           | Stadtmitte An der Gohrsmühle Karte                                 | | 1898                             | 31.07.2018       | 196             |
| Papierfabrik Zanders, Dampfspeicherlok                                                      | Papierfabrik Zanders, Dampfspeicherlok                                                       | Stadtmitte An der Gohrsmühle                                       | | 1898                             | 31.07.2018       | 197             |
| BW                                                                                          | Wohnhaus                                                                                     | Stadtmitte Hauptstraße 24 Karte                                    | Das aus massivem Kalkbruchstein erbaute Haus mit Fachwerk im Dachbereich verfügt über einen Hof mit Scheune und ist eines der ältesten Häuser in der Stadt. Es war seinerzeit im Eigentum von Johann Wilhelm Guthair. 1856 erbte der Gutsbesitzer und Kalkfabrikant Franz Peter Siegen das Anwesen. | ca. 1800                         | 28.08.2018       | 198             |
| Papierfabrik Zanders, Büstengarten                                                          | Papierfabrik Zanders, Büstengarten                                                           | Stadtmitte An der Gohrsmühle                                       | | ca. 1912                         | 02.10.2018       | 199             |
| Papierfabrik Zanders, Kraftwerk mit Schornsteinen                                           | Papierfabrik Zanders, Kraftwerk mit Schornsteinen                                            | Stadtmitte An der Gohrsmühle Karte                                 | | 1931                             | 02.10.2018       | 200             |
| Papierfabrik Zanders, Maschinenhaus (Museum)                                                | Papierfabrik Zanders, Maschinenhaus (Museum)                                                 | Stadtmitte An der Gohrsmühle                                       | | 1898                             | 02.10.2018       | 201             |
| Papierfabrik Zanders, Bleicherei                                                            | Papierfabrik Zanders, Bleicherei                                                             | Stadtmitte An der Gohrsmühle                                       | | 1880                             | 02.10.2018       | 202             |
| Papierfabrik Zanders, Bau mit Holländersaal                                                 | Papierfabrik Zanders, Bau mit Holländersaal                                                  | Stadtmitte An der Gohrsmühle                                       | | 1880                             | 02.10.2018       | 203             |
| Papierfabrik Zanders, Zentralwerkstatt                                                      | Papierfabrik Zanders, Zentralwerkstatt                                                       | Stadtmitte An der Gohrsmühle                                       | | 1880                             | 02.10.2018       | 204             |
| Papierfabrik Zanders, Kalandersaalgebäude                                                   | Papierfabrik Zanders, Kalandersaalgebäude                                                    | Stadtmitte An der Gohrsmühle                                       | | 1888                             | 02.10.2018       | 205             |
| Papierfabrik Zanders, Sortiersaalgebäude                                                    | Papierfabrik Zanders, Sortiersaalgebäude                                                     | Stadtmitte An der Gohrsmühle                                       | | 1894                             | 02.10.2018       | 206             |
| Papierfabrik Zanders, Lagerhochhaus                                                         | Papierfabrik Zanders, Lagerhochhaus                                                          | Stadtmitte An der Gohrsmühle                                       | | 1911/1912                        | 02.10.2018       | 207             |
| BW                                                                                          | Wohnhaus                                                                                     | Stadtmitte Hauptstraße 68 Karte                                    | | 1924                             | 11.10.2018       | 208             |
| BW                                                                                          | Wohnhaus                                                                                     | Stadtmitte Odenthaler Str. 28 Karte                                | | 1909                             | 11.10.2018       | 209             |
| BW                                                                                          | Wohnhaus                                                                                     | Frankenforst Nachtigallenstraße 2 Karte                            | MAN-Stahlhaus | 1952                             | 18.01.2019       | 210             |
| BW                                                                                          | Gefallenen-Ehrenmal und Ferdinand-Stucker-Denkmal                                            | Bensberg Deutscher Platz Karte                                     | | 1930/1931                        | 18.01.2019       | 211             |
| BW                                                                                          | Wohnhaus                                                                                     | Stadtmitte Feldstraße 127 Karte                                    | | 1923                             | 04.02.2020       | 212             |
| Köttgen-Pavillon                                                                            | Köttgen-Pavillon                                                                             | Stadtmitte Paffrather Straße 93a Karte                             | | 1902                             | 19.08.2020       | 213             |
| Kirche St. Engelbert                                                                        | Kirche St. Engelbert                                                                         | Rommerscheid Rommerscheider Höhe 83 Karte                          | | 1959/60                          | 28.09.2020       | 214             |
| weitere Bilder                                                                              | Ev. Kirche Zum Frieden Gottes                                                                | Heidkamp Martin-Luther-Straße 13 Karte                             | | 1961–1964                        | 02.12.2020       | 215             |
| Kath. Pfarrkirche St. Elisabeth                                                             | Kath. Pfarrkirche St. Elisabeth                                                              | Refrath In der Auen 57 Karte                                       | | 1961–1963                        | 30.03.2021       | 216             |
| Hirsch-Apotheke                                                                             | Hirsch-Apotheke                                                                              | Hauptstraße 245                                                    | | 1862/1863                        | 03.05.2021       | 217             |
|                                                                                             | Birker Hof                                                                                   | Birker Hof                                                         | | 1935                             | 12.01.2022       | 218             |
| weitere Bilder                                                                              | Kirche St. Marien                                                                            | Gronau Mülheimer Straße 215                                        | | 1951–1953                        | 13.01.2022       | 219 Wikidata    |
| Kath. Kirche St. Joseph                                                                     | Kath. Kirche St. Joseph                                                                      | Heidkamp                                                           | | 1946–1950                        | 09.05.2022       | 220             |
|                                                                                             | Katholische Volksschule Sankt Konrad Schule                                                  | Hand Sankt Konrad Straße 1                                         | | 1921                             | 10.05.2022       | 221             |
|                                                                                             | Ehem. Gasthaus Eck                                                                           | Romaney Romaneyer Straße 38-40                                     | | Ende 18./Anfang 19. Jahrhundert  | 24.06.2022       | 222             |
|                                                                                             | Ehem. Pumpstation der Firma Zanders                                                          | Stadtmitte Quirlsberg                                              | | 1905                             | 28.11.2022       | 223             |
|                                                                                             | Ehem. Wasserturm der Firma Zanders Industrie / stillgelegt                                   | Stadtmitte Quirlsberg                                              | | 1905                             | 28.11.2022       | 224             |
|                                                                                             | Wohnhaus                                                                                     | Kölner Straße 50 + 52                                              | | um 1897                          | 18.04.2023       | 225             |
|                                                                                             | Wohnhaus                                                                                     | Richard-Zanders-Straße 32                                          | | um 1923/1924                     | 29.09.2023       | 227             |
|                                                                                             | Wohnhaus                                                                                     | Eichenhainallee 18                                                 | | um 1922/1923                     | 22.04.2024       | 229             |

## Abgegangene Baudenkmäler
| Bild | Bezeichnung | Lage                                | Beschreibung                                                                   | Bauzeit           | Eingetragen seit | Denkmal- nummer |
| --- | --- | ----------------------------------- | ------------------------------------------------------------------------------ | ----------------- | ---------------- | --------------- |
| Wegekreuz(das mittlerweile restaurierte Wegekreuz von Breite steht heute in Sand an der Ecke Ommerbornstraße / Schulstraße) | Wegekreuz (das mittlerweile restaurierte Wegekreuz von Breite steht heute in Sand an der Ecke Ommerbornstraße / Schulstraße) | Herkenrath Breite Karte             | gelöscht am 27. Juni 2000                                                      |                   | 21.06.1983       | 37              |
| Hammermühle | Hammermühle | Stadtmitte Hammermühle 1 Karte      | Fachwerkhaus (existiert nicht mehr), gelöscht am 30. September 1997            |                   | 19.11.1984       | 64              |
| Fachwerkgebäude(wurde im Bergischen Museum für Bergbau, Handwerk und Gewerbe neu errichtet)                                 | Fachwerkgebäude (wurde im Bergischen Museum für Bergbau, Handwerk und Gewerbe neu errichtet)                                 | Bensberg Gartenstraße 13 Karte      | gelöscht am 28. November 1989                                                  |                   |                  | 73              |
| ehemaliges Polizeidienstgebäudeheute Trattoria Enoteca                                                                      | ehemaliges Polizeidienstgebäude heute Trattoria Enoteca                                                                      | Bensberg Kadettenstraße Karte       | gelöscht durch Übernahme in Denkmal Nr. 136 Schloss Bensberg am 20. April 1998 |                   | 10.04.1985       | 83              |
| Fachwerkgebäude(existiert nicht mehr),heute steht dort dieser Neubau.                                                       | Fachwerkgebäude (existiert nicht mehr), heute steht dort dieser Neubau.                                                      | Romaney Kley 4 Karte                | gelöscht am 2. August 2000                                                     |                   | 08.05.1985       | 90              |
| Fachwerkgebäude(wurde 2011 in Sand 39 wieder errichtet)                                                                     | Fachwerkgebäude (wurde 2011 in Sand 39 wieder errichtet)                                                                     | Hebborn Romaneyer Str. 34 Karte     | gelöscht am 12. September 2014                                                 | ursprünglich 1697 | 09.05.1985       | 91              |
| Fachwerkgebäude(existiert nicht mehr),hier stehen heute diese beiden neuen Häuser.                                          | Fachwerkgebäude (existiert nicht mehr), hier stehen heute diese beiden neuen Häuser.                                         | Romaney Unterholz 3 Karte           | gelöscht am 23. April 1987                                                     |                   |                  | 125             |
| Erzabbauanlage mit Förderturm (Grube Julien)(existiert nicht mehr)                                                          | Erzabbauanlage mit Förderturm (Grube Julien) (existiert nicht mehr)                                                          | Kaule Broicher Straße Karte         | gelöscht am 25. Juli 1989                                                      |                   |                  | 129             |
| St. Maria Königin (Frankenforst)Katholische Kirche St. Maria Königin                                                        | St. Maria Königin (Frankenforst) Katholische Kirche St. Maria Königin                                                        | Frankenforst Kiebitzstraße 22 Karte | gelöscht am 29. September 2016; neu eingetragen als Baudenkmal A0191           |                   |                  | 178             |
| | Wohnhaus | Elsterstraße 19                     | gelöscht am 04.06.2024                                                         | um 1951           | 28.08.2023       | 226             |
| | |                                     | gelöscht am 28.06.2024                                                         |                   |                  | 228             |